# Швейцарія на зимових Олімпійських іграх 2014
Швейцарія на зимових Олімпійських іграх 2014 року у Сочі була представлена 163 спортсменами у 12 видах спорту.

## Біатлон
Спринт
| Змагання | Спортсмени      | Час     | Промахи | Місце |
| -------- | --------------- | ------- | ------- | ----- |
| Чоловіки | Серафін Вістнер | 26:10.2 | 1+1     | 40    |
| Чоловіки | Беньямін Веґер  | 27:00.5 | 1+0     | 63    |
| Жінки    | Еліза Гаспарін  | 21:38.2 | 0+0     | 8     |
| Жінки    | Селіна Гаспарен | 21:46.5 | 0+1     | 13    |

Переслідування
| Змагання | Спортсмени      | Час     | Промахи | Місце |
| -------- | --------------- | ------- | ------- | ----- |
| Чоловіки | Серафін Вістнер | 39:48.1 | 2+1+3+1 | 57    |
| Жінки    | Селіна Гаспарен | 30:59.1 | 0+0+1+1 | 15    |
| Жінки    | Еліза Гаспарін  | 32:42.8 | 2+1+1+1 | 31    |

## Сноубординг
Слоуп-стайл
| Змагання | Спортсмени      | Кваліфікація | Кваліфікація | Кваліфікація | Кваліфікація        | Кваліфікація | Півфінал | Півфінал | Півфінал | Півфінал            | Півфінал | Фінал | Фінал   | Фінал   | Фінал               | Фінал |
| Змагання | Спортсмени      | Заїзд        | Спуск 1      | Спуск 2      | Найкращий результат | Місце        | Заїзд    | Спуск 1  | Спуск 2  | Найкращий результат | Місце    | Заїзд | Спуск 1 | Спуск 2 | Найкращий результат | Місце |
| -------- | --------------- | ------------ | ------------ | ------------ | ------------------- | ------------ | -------- | -------- | -------- | ------------------- | -------- | ----- | ------- | ------- | ------------------- | ----- |
| Чоловіки | Люсьєн Кох      | 1            | 32,00        | 29,25        | 32,00               | 12           |          |          |          |                     |          |       |         |         |                     |       |
| Чоловіки | Ян Шеррер       | 2            | 18,75        | 74,50        | 74,50               | 10           |          |          |          |                     |          |       |         |         |                     |       |
| Жінки    | Ізабель Дерунгс | 1            | 82,50        | 87,50        | 87,50               | 1            |          |          |          |                     |          |       |         |         |                     |       |
| Жінки    | Сіна Кандріан   | 1            | 58,25        | 36,50        | 58,25               | 9            |          |          |          |                     |          |       |         |         |                     |       |
| Жінки    | Елена Кенц      | 2            | 86,25        | 35,00        | 86,25               | 3            |          |          |          |                     |          |       |         |         |                     |       |